# ニッポンのワカ奥さま
『ニッポンのワカ奥さま』（ニッポンのワカおくさま）は、木村和昭による日本の4コマ漫画作品。『まんがタイム』（芳文社）にて2006年8月号から2018年4月号まで連載された。

## 概要
今時珍しい、古風で大和撫子な主婦・桜田和歌と、ごく普通のサラリーマン・桜田一郎の日常生活を描いたギャグ漫画。同作者の4コマ漫画『おかあさんがいっしょ』と世界観を共有している。単行本はまんがタイムコミックスより、1巻が刊行されている。一郎と和歌以外で、レギュラーキャラがほとんどいないのが特徴。

## 登場人物

### 主要人物
桜田一郎（さくらだ いちろう）
本作の主人公。和歌の夫。和歌と共に純和風の家（平屋）に住んでいる。本人も和風な性格のため家に不満はないが、テレビがないことだけには不満を持ち、和歌にねだることもよくある。
ほとんど洋服を着ている。着物を着ても売れない落語家にしか見えない。
お酒が大好きだが和歌ほどは強くない。夏場は家に帰って風呂上りに冷えたビールを飲むのが楽しみ。
本人は亭主関白のつもりだが、のほほんとしているうえ和歌に甘えることもあり、威厳は感じられない。
和歌とともに寝坊し、会社に遅刻することはしばしば。大きなミスをすることもしばしば。新入社員でもないのに花見の場所取りをやらされているらしい。あまり出来が良くない証拠に、小学生の頃は夏休みの宿題をギリギリにやるタイプだったらしく、昼寝をしていてその頃のことを夢に見てうなされていた。
桜田和歌（さくらだ わか）
本作のヒロイン。一郎の妻。ショートカットの黒髪の和風美女。家庭を守り、夫を立てる大和撫子。いつも着物を着ていて洋服は着ない。
「行ってらっしゃいませ」と夫を送り出す一方、ボーナス日や給料日には花火や太鼓、踊りなどで夫を迎える。ただし朝寝坊して夫を遅刻させてしまうこともしばしば。
料理の腕前はプロ級で、魚をさばくのもお手の物。本人は300kgくらいのマグロを1本解体してみたい、と思っている。家事も何でもこなせる。裁縫に関しては小物などを縫うのはもちろん、畳の修理までできる。
家では電化製品を一切使わないが、昼間はどこかでみ○もんたが出演しているTV番組を観ている。
いつもおしとやかにしているが、焼き芋屋のトラックを追う時にはパタパタ走る。柿の木に飛びつき揺さぶって柿を落としたり、カラオケ大会で泣きながら熱唱したりと、いつもと違う一面を見せることもある。
酒には滅法強く、同じペースで飲んだ一郎が酔いつぶれても、顔を赤くする程度でケロッとしている。
茶道や華道も嗜むが、華道に関してはかなり前衛的な流派である。

### サブキャラ
この漫画では、準レギュラー級のキャラが非常に少ない。
上司
一郎の会社の上司。名前は不明。バーコード頭。後姿しか描かれておらず、セリフも「誰だ、○○してるのは!!」くらいしかない。しかし、一郎・和歌以外で何度も登場している、数少ない人物。
ご近所の奥様方
和歌が外出する際に出会う。たいてい2人組。片方はいつも変わるが、片方（茶髪の方）はいつも同じ人物。「いつも素敵ねぇ～」などと話している。しかし、一郎・和歌以外で何度も登場している、数少ない人物達。
本記事は、単行本第1巻までの内容のみを典拠として作成されています。本記事を引用したり、最新の状況に修正や加筆をされる場合は、この点にご注意ください。

## 書誌情報
- 木村和昭『ニッポンのワカ奥さま』芳文社〈まんがタイムコミックス〉、既刊1巻（2007年12月7日現在）
  1. 2007年12月22日初版発行（12月7日発売）、ISBN 978-4-8322-6596-7